# 哈里亚纳
哈里亚纳（Hariana），是印度旁遮普邦Hoshiarpur县的一个城镇。总人口7813（2001年）。

## 人口
该地2001年总人口7813人，其中男性4097人，女性3716人；0—6岁人口886人，其中男465人，女421人；识字率76.10%，其中男性为79.08%，女性为72.82%。